# 刘鸿文 (1916年)
刘鸿文（1916年—1979年），原名刘先富，曾用名刘季温，男，安徽合肥人，中华人民共和国政治人物，曾任河南省政协副主席，第二、三、五届全国人大代表，第五届全国政协委员。